# Ястржембский, Влодзимеж
Влодзимеж Ястшембский (пол. Włodzimierz Jastrzębski, 3 сентября 1939 года, Седльце, Польша — 26 января 2024 года, Быдгоще, Польша) — польский историк и преподаватель высшей школы, профессор Университета Казимира Великого в Быдгоще.
Специализировался на истории Польши во время Второй мировой войны, изучал Кровавое воскресенье, последовательность событий, которые произошли в Быдгоще (нем. Bromberg), польском городе со значительным немецким меньшинством, между 3 и 4 сентября 1939 года, сразу после немецкого вторжения в Польшу, поддерживая «традиционную польскую точку зрения» до тех пор, пока он не пересмотрел свои выводы.

## Биография
Родился 3 сентября 1939 года в Седльце.
В 1963 году окончил Университет Николая Коперника в Торуни. Там он получил докторскую степень в 1968 году, защитив диссертацию по материалам исследования изгнания оккупационными властями польского населения с территорий, включённых в состав Германского рейха как Рейхсгауэ Данциг-Вестпруссен и Вартеланд в период с 1939 по 1945 год. В 1977 году Ястржембский завершил хабилитацию в Университете имени Адама Мицкевича в Познани. Дополнительно прошёл научные стажировки в Федеральном архиве в Кобленце, Институте современной истории в Мюнхене, Лейпцигском университете, а также в архивах и библиотеках в Потсдаме, Касселе, Марбурге и Москве.
Жил в вёл свою научную работу в Быдгоще. Преподавал в местном Педагогическом университете, который в 2005 году был преобразован в Университет имени Казимира Великого в Быдгоще. С 1990 по 1996 год занимал должность декана философского факультета, а с 1996 по 2003 год возглавлял Институт истории того же факультета.
Примерно до 1990 года Ястшембский в своих работах представлял польскую национальную точку зрения. В 1988 году он опубликовал книгу «Dywersja czy masakra?» («Диверсия или резня?») о событиях Кровавого воскресенья в Быдгоще, которая в слегка переработанном виде была опубликована в 1990 году в немецком переводе Западным институтом (Instytut Zachodni) в Познани под названием нем. Der Bromberger Blutsonntag. Legende und Wirklichkeit. В этом издании Ястшембский выдвинул тезис о том, что немецкое меньшинство в Польше было "пятой «колонной» национал-социалистов, и что в Быдгоще (Бромберге) произошла немецкая диверсия, а не резня «этнических немцев». Немецкие провокаторы стреляли по отступающим польским войскам и тем самым спровоцировали ответную агрессивную реакцию поляков.
В 2003 году в сенсационном интервью в Gazeta Wyborcza Ястшембский порвал с этой оценкой, которая доминировала среди польских историков на протяжении десятилетий. С тех пор он утверждал, что в хаосе отступления польские жители Быдгоща открыли огонь по отступающим польским солдатам, а мародерствующие польские солдаты убивали немецких жителей Быдгоща в отместку за свои поражения. Новые тезисы Ястшембского встретили ожесточенное сопротивление в Польше и привели к созданию комиссии историков Института национальной памяти (ИНП). По словам историка Маркуса Кржоски, работа этой комиссии принесла «мало нового» и настаивала на тезисе об этнической немецкой диверсии.
В своей книге «Немецкое меньшинство в Польше в сентябре 1939 года» (2012) Ястржебский стал первым польским историком, который оценил отчеты немецких гражданских лиц из фондов «Ostdokumentation» Федерального архива в Байройте. Рецензент «Журнала восточно-центральноевропейских исследований» заявил, что Ястржебский проливает «новый и более яркий свет на положение немецкого меньшинства в Польше» после немецкого вторжения в Польшу, но посчитал утверждения Ястржембского слишком однобоко прогерманскими и что они «определяются субъективной точкой зрения, в которой немецкое меньшинство слишком широко изображается как жертвы, а польские солдаты и гражданские лица — как преступники». По словам Маркуса Крошки, тезисы Ястржембского не нашли положительного отклика среди населения Быдгоща и даже среди немецких изгнанников.
Влодзимеж Ястшембский умер в Быдгоще 26 января 2024 года в возрасте 84 лет.